# اکمیه سفالویدس
اکمیه سفالویدس (نام علمی: Aechmea cephaloides) نام یک گونه از تیره آناناسیان است.